# Gustav von Rauch
Johann Justus Georg Gustav von Rauch (né le 1er avril 1774 à Brunswick - mort le 2 avril 1841 à Berlin) est un général d'infanterie et ministre de la guerre prussien.

## États de service

### Origines familiales
Gustav est issu de la famille noble von Rauch. Le père de Rauch, Bonaventura von Rauch, Bavarois de naissance marié à Johanna Bandel, était un capitaine du génie au service du Brunswick, qui en 1777 s'engagea dans l'Armée prussienne où il fut successivement professeur (1788) puis directeur de l'Académie royale du génie de Potsdam (1798). Au début de la campagne de 1806, l'école ferme ses portes et Rauch est affecté, avec le grade de général de brigade, à la forteresse de Stettin en tant que vice-commandant de la place, chargé de la supervision des travaux de renforcement des fortifications. Mais le 30 octobre 1806, le gouverneur, le général von Romberg se rend sans combattre à la cavalerie légère du général Lasalle. Rauch, qui avait accepté le principe de cette reddition, est arrêté, jeté dans les geôles de Spandau et cassé des cadres de l'armée. Il meurt en 1814.

### Sa carrière jusqu'à l'écrasement de la Prusse (1788-1807)
Entretemps, Gustav von Rauch, suivant la voie tracée par son père, était entré dans le corps du génie en suivant à partir de 1788 les cours de l’Académie militaire (École du génie) de Potsdam. Il reçut son brevet de lieutenant du génie le 6 avril 1790 et fut affecté jusqu'à la fin de l'automne 1796 au démarquage et aux fortifications de la frontière silésienne avec l'Autriche, et prit part à partir de 1794 aux combats qui accompagnèrent le troisième partage de la Pologne.
Puis il fut aide de camp du général Levin von Geusau, commandant du génie à Berlin. Là, sa carrière militaire prit un net tournant, en l'introduisant auprès de l’état-major. Le 14 janvier 1802 il était quartier-maître de l’état-major, fut promu capitaine le 12 décembre 1803, puis premier aide de camp du roi Frédéric-Guillaume III en 1805, détaché auprès du colonel Friedrich von Kleist. À ce poste, où il fut promu commandant le 22 octobre 1805, il organisa la mobilisation de 1805 qui ne permit toutefois pas de sauver la campagne de 1806-07.
Il apparaît qu'à cette époque, les idées de Rauch sur la conduite de la guerre relevaient davantage des principes méthodiques et de l'application des mathématiques aux forces militaires, qu'aux nouveaux principes, selon lesquels une victoire tactique sur l'ennemi doit constituer le premier objectif du général. Il n'était donc pas du nombre de ceux qui, en 1806, voulaient une offensive décisive et en masse contre la Grande Armée, mais plutôt de ceux qui recommandaient la division de l'armée, et dont l'erreur funeste parut le 14 octobre aux batailles d'Iéna et d'Auerstaedt.
Rauch rentra en Prusse sous les meilleurs auspices, et se trouva nommé en 1807 chef d'état-major du général russe  Kamenski II. Ce dernier était chargé de secourir Dantzig assiégée avec un corps expéditionnaire russo-prussien embarqué à Pillau et débarqué à Neufahrwasser. Ce fut un échec ; néanmoins, Rauch fut ensuite détaché auprès du gouverneur militaire  de Kœnigsberg, le général von Rüchel.

### La réforme militaire en Prusse et la campagne d'Allemagne (1807 - 1815)
La paix revenue, Rauch retrouva la suite du roi, fut affecté auprès du général von Scharnhorst et contribua de façon essentielle à la réorganisation de l’armée prussienne. Scharnhorst le proposa comme membre d'une des commissions qu'il présidait, la Commission à la Réorganisation du corps du génie, et écrivit à son sujet : « Rauch m'a été autrefois recommandé par le colonel von Wassenbach comme un officier efficace et des plus capables, qui s'était acquitté lors des dernières guerres de plusieurs missions spéciales à la plus grande satisfaction du Roi, qui supervise ses services avec zèle et a été promu sans objection de la part du Sa Majesté. » En 1812, se retournant vers les mérites de la récente Académie de guerre de Prusse, il lui rend hommage dans une lettre avec ces mots : « Sans votre souci de l'ordre, votre activité, votre connaissance des hommes et votre coup d’œil, l'équipe que j'ai mise sur pied aurait été mal dirigée. »
Rauch conserva cette activité jusqu'à la campagne d'Allemagne. Le 12 février 1809, il est nommé directeur de la 2e division du département de la Guerre au ministère de la Guerre, ce qui lui donnait accès direct au Roi. Le 16 mars 1812, Scharnhorst ayant été contraint de démissionner, il est nommé chef du corps du génie par intérim. À cette occasion, le roi exprime le vœu que Rauch « justifiera les plus hautes espérances en sa sagesse coutumière ».
Au début de la campagne, Rauch, qui n'est colonel que depuis le 14 août 1812, est nommé le 1er mars 1813 officier d'état-major auprès du général von Yorck, qui passe pour un supérieur difficile, dont il faut savoir gagner la confiance. Ni la personnalité de Rauch, ni son goût pour les théories ne convenaient au général Yorck, qui le jugeait « ennuyeux » et qui finit par le « mettre sur la touche. » Ces jugements doivent toutefois être nuancés, car on lit dans un rapport de Yorck sur la bataille de Königswartha-Weiszig (19 mai 1813) : « À ce sujet, je dois signaler avec distinction le Chef de mon État-major, le colonel von Rauch, à qui je dois attribuer tout particulièrement le bon ordre dans lequel s'est exécuté le repli de nuit à travers les défilés. »
On avait confié une autre mission à Rauch pendant les pourparlers d'armistice. Promu général de brigade le 7 juillet, puis chef du Corps du Génie en titre à la mort de Scharnhorst le 21 juillet, il remplaça Gneisenau en tant que chef d'État-major par intérim auprès du général Blücher. Il y exerçait les fonctions de plénipotentiaire du ministère pour la remonte et le réarmement de l'armée. Comme certaine animosité avait rétabli Gneisenau dans son poste précédent, Blücher insista pour conserver Rauch à l'État-major et l'employa plus spécialement aux travaux de fortification et de génie (bastions de Wartenburg, lançage de ponts à Halle). L’État-major de Blücher ne partageant guère son approche méthodique de la conduite de la guerre, il recommanda dans un mémorandum de réparer les ponts de l'Elbe détruits début octobre, « car les forts de Silésie ne sont pas suffisamment solides pour offrir une retraite sûre en cas de revers de l'armée. »
Versé à l'Armée du Rhin, il reçut les attributions de Ministre de la Guerre, sans en avoir cependant le portefeuille. S'étant acquitté de ses principales missions à Berlin, il prit part aux vains pourparlers d'armistice de Chaumont et de Lusigny-sur-Barse. Au terme du traité de Fontainebleau (1814), il fut enfin promu chef de Corps du Génie et des Fortifications le 3 juin 1814, réunissant pour la première fois les deux corps d'ingénieur sous son autorité.
Après avoir été de la suite du roi en Angleterre, il se rendit d'abord à Berlin, mais se rapprocha de la frontière française par crainte d'une reprise du conflit afin de renforcer les fortifications du Rhin. Le roi lui écrivit le 15 avril 1815 qu'il considérait cette mission comme si importante qu'il ne pouvait la confier qu'à lui ; toutefois les travaux furent notablement ralentis par la réquisition de nombreux sapeurs par Blücher, et il s'ensuivit une querelle entre les deux généraux ; mais la courte durée de la campagne de 1815 et la victoire sur Napoléon relégua ces différends au second plan et Rauch put reprendre à Berlin la réorganisation du corps du génie militaire.

### Réorganisation du corps du génie (à partir de 1816)

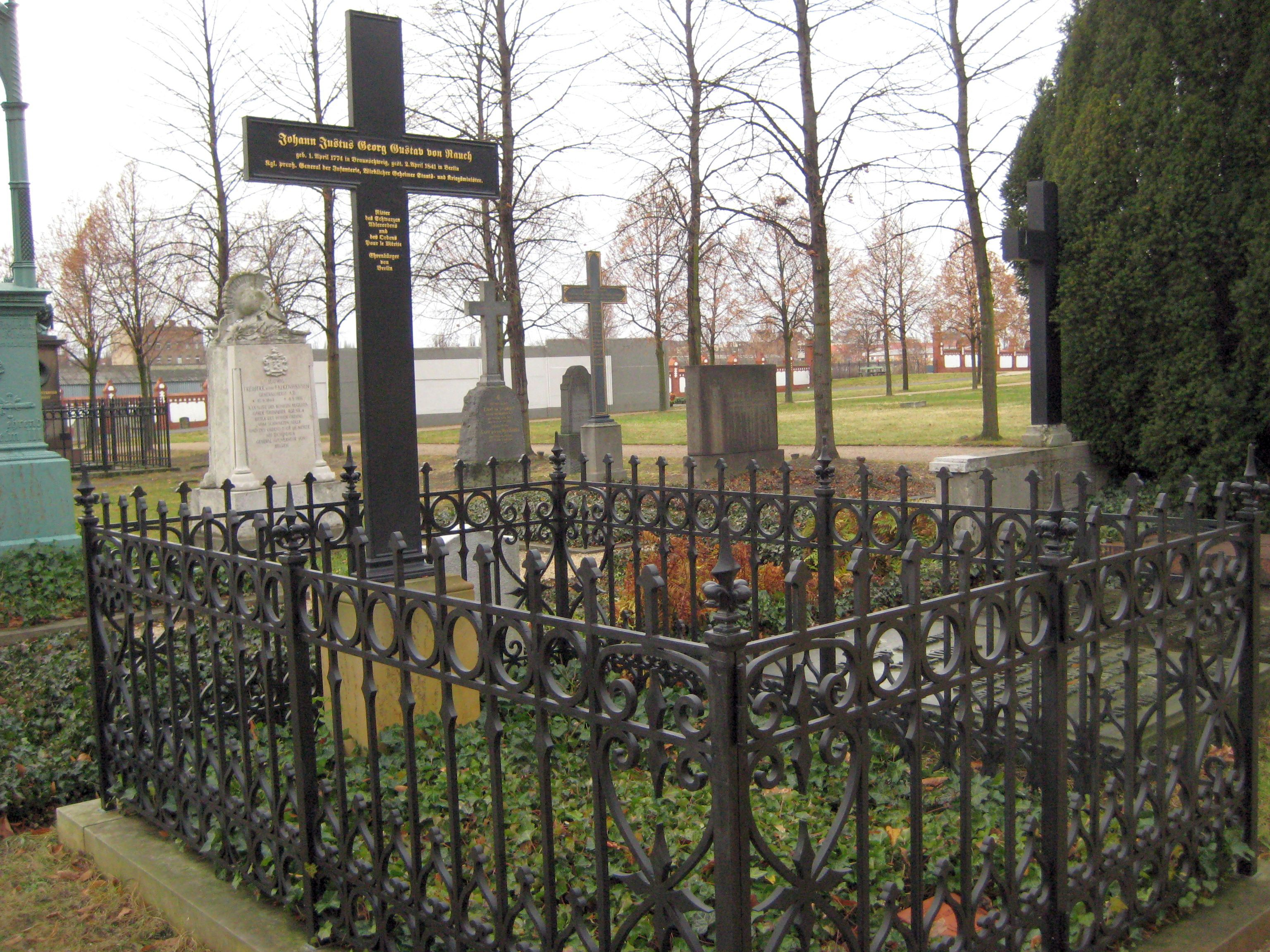
Tombe au cimetière des Invalides, à Berlin.

La réforme ne consistait pas seulement à redéfinir les attributions des officiers, mais aussi à grossir l'effectif des hommes du génie et agrandir les fortifications du royaume. Le ministre Hermann von Boyen favorisa grandement ces vues ; la réorganisation du corps, approuvée par décret royal le 27 mars 1816, fut entièrement confiée à Rauch.
La qualité de ses conseils fut reconnue par les autorités russes même : à la demande du tsar Alexandre Ier , il inspecta en 1822 les fortifications de l'Empire russe, et en 1825 celles de Pologne à la demande du prince-héritier Nicolas. Rauch sera d'ailleurs le représentant de la Prusse en 1829, aux cérémonies de couronnement du nouveau tsar. Le 30 mars 1829, il est promu au grade suprême de Général d'Infanterie, et est admis le 21 novembre 1831 au conseil de la Couronne. Le 18 janvier 1833, il est décoré de l'ordre de l'Aigle noir.

### Ministère de la Guerre et dernières années (de 1837 à 1841)
Au début de 1837, le général von Witzleben fut temporairement démis de la direction du Ministère de la Guerre pour raison de santé, et c'est Rauch qui assura son intérim. À la mort de Witzleben, le 30 juillet 1837, il reprit ainsi naturellement le portefeuille de Ministre, mais pour peu de temps. Malade lui-même dès la fin de 1838, il proposa sa démission en février 1841 et mourut peu après. Gustav von Rauch fut inhumé au cimetière des Invalides de Berlin. Sa sépulture est classée aux monuments historiques par le Land de Berlin.

## Famille
Il avait épousé en 1802 Caroline-Christiane Amélie von Geusau (1780–1867), fille du général Levin von Geusau lorsqu'il divorça en 1815. Leur fils Adolf (25 août 1805–26 juin 1877) fut chambellan de la princesse Louise de Prusse.
Sa deuxième épouse, Rosalie von Holtzendorff (1790–1862), était la tante du général Georg Ernst von Holtzendorff (de). Elle lui donna plusieurs fils, dont :
- Gustav Waldemar (1819–1890), général de cavalerie
- Fedor (8 août 1822–15 janvier 1892), officier prussien puis sénéchal marié en 1856 à Elisabeth von Waldersee (16 février 1837–2 mars 1914) (tante de Franz von Waldersee)
- Albert (1829–1901), général d'infanterie

Sa fille Rosalie von Rauch (1820–1879) épousa morganatiquement le 13 juin 1853 à Berlin le prince Albert de Prusse , divorcé depuis 1849 de Marianne d'Orange-Nassau. Elle fut élevée au rang de comtesse von Hohenau (de) en mai 1853.

## Hommages
Gustav von Rauch devint le 16e citoyen d'honneur de Berlin en avril 1840.
En tant que créateur des premiers régiments de sapeurs prussiens, le 3e bataillon de sapeur du Brandebourg fut nommé en 1889 à Torgau Pionier-Bataillon „von Rauch“ Nr. 3. La caserne de ce régiment, qui depuis 1896 se trouvait à Spandau, donna à son tour le nom du général en 1900 à une rue de Hakenfelde.